# Pentylhexanoat
Pentylhexanoat ist eine organische Verbindung aus der Gruppe der Carbonsäureester. Sie leitet sich von n-Pentanol und Hexansäure ab.

## Herstellung und Entstehung
Propylhexanoat kann biotechnologisch hergestellt werden, wobei n-Pentanol mit Hexansäure in Cyclohexan umgesetzt wird und eine Lipase aus Aspergillus oryzae als Katalysator dient. Auch die Veresterung mit einer Lipase von Candida antarctica ohne Lösungsmittel ist beschrieben. Pentylhexanoat kommt nicht natürlich in Äpfeln vor, wird jedoch gebildet, wenn sie mit n-Pentanol behandelt werden.

## Eigenschaften
Pentylhexanoat weist einen blumigen Duft und einen Geschmack nach Äpfeln und Melonen auf.

## Verwendung
Pentylhexanoat ist in der EU unter der FL-Nummer 09.065 als Aromastoff für Lebensmittel zugelassen. Daneben wird es auch als Duftstoff eingesetzt, allerdings in geringer Menge von 100 bis 1000 Kilogramm pro Jahr weltweit.